# لویک باده
لویک باده (فرانسوی: Loïc Badé‎؛ زادهٔ ۱۱ آوریل ۲۰۰۰) بازیکن فوتبال اهل فرانسه است.
از باشگاه‌هایی که در آن بازی کرده‌است می‌توان به لو آور و لانس اشاره کرد.